# 完全信息
在經濟學和博弈論中，完全信息（又譯完整信息、完備信息）是這樣一種經濟狀況或博弈：其中所有參與者都可以獲得有關其他參與者的信息，因此，參與者的效用函數（包括風險厭惡）、收益、策略和“類型”都屬於共有知識。完全信息是指博弈中的每個玩家都知道整個博弈過程中的順序、策略和收益的概念。給定這些信息，玩家有能力根據這些信息進行相應的計劃，以最大化他們在博弈結束時自己的策略和效用。
相反，在不完全信息博弈（game with incomplete information）中，玩家並不掌握對手的全部信息。一些玩家擁有私密信息，其他人在形成對這些玩家行為方式的期望時應該考慮這一事實。一個典型的例子是拍賣：每個玩家都知道自己的效用函數（對物品的估價），但不知道其他玩家的效用函數。

## 與完美信息之區別
在完全信息博弈中，博弈的結構和玩家的收益函數是眾所周知的，但玩家可能看不到其他玩家的所有動作（例如，海戰棋中船隻的初始位置），博弈中也可能存在偶然元素（如在大多數紙牌遊戲中）。相對地，在完美信息博弈中，每個玩家都觀察其他玩家的動作，但可能缺乏關於其他玩家收益或博弈結構的一些信息。
具有完整信息的博弈可能有，也可能沒有完美信息；反之亦然：
- 信息不完美但完全的博弈示例：紙牌遊戲，其中每個玩家的手牌對其他玩家隱藏，但目標是已知的，例如合約橋牌和撲克，若假設結果為二元的（零和博弈，玩家要麽輸要麽贏）。完全信息博弈通常要求一個玩家通過強迫他們做出冒險假設來智取對方。
- 信息不完全但完美的博弈示例：貝葉斯博弈。棋盤遊戲Ticket to Ride（英语：Ticket to Ride (board game)）就是一個例子，其中玩家的資源和動作為眾所知，但他們的目標（他們尋求完成的路線）是隱藏的。國際象棋常被用作例子來說明缺乏某些信息如何影響博弈，但國際象棋本身並不是這樣的博弈。人們可以很容易地觀察對手的所有動作和他們可能使用策略，但永遠無法確定對手正在遵循哪一個，而能夠真正確定時可能已經全盤皆輸。完美信息博弈通常要求一個玩家通過讓對方誤解自己的決定來智取對方。